# Iuliu Lorinczi
Iuliu Lőrinczi este un fost senator român în legislatura 1996-2000 ales în județul Giurgiu pe listele partidului UDMR. În cadrul activității sale parlamentare, Iuliu Lorinczi a fost membru în grupurile parlamentare de prietenie cu Regatul Suediei și Ucraina. Iuliu Lorinczi a fost membru în comisia pentru privatizare și administrarea activelor statului (din sep. 1998), în comisia pentru învățământ, știință, tineret și sport și în
comisia pentru cultură, artă și mijloace de informare în masă (până în sep. 1998)  